# Château Baraing
 (juin 2023).
Si vous disposez d'ouvrages ou d'articles de référence ou si vous connaissez des sites web de qualité traitant du thème abordé ici, merci de compléter l'article en donnant les références utiles à sa vérifiabilité et en les liant à la section « Notes et références ».
Le château Baraing est un château valdôtain. Il se dresse en amont du bourg de Pont-Saint-Martin, à l'entrée de la vallée du Lys.

## L'histoire
Le château Baraing fut bâti selon la volonté du docteur et philanthrope saint-martinois Hannibal Baraing après son mariage avec Delphine Bianco (à qui est dédiée l'école primaire de Pont-Saint-Martin). Il se présente en pur style néogothique du XIXe siècle, sur une structure carrée remontant à 1894, peu avant le décès du propriétaire. Il représente l'héritier symbolique du vieux château de Pont-Saint-Martin, qui se situait en amont du bourg, mais avec une attitude plus proche du peuple, auquel le docteur Baraing avait consacré sa vie.
La veuve Baraing a maintenu la propriété jusqu'en 1931, lorsque le château fut cédé à la municipalité de Pont-Saint-Martin qui en fit le siège de la maison communale jusqu'à la fin de la Seconde Guerre mondiale. Il a été ensuite le siège de l'Institut professionnel régional, et, après des années d'abandon et après des travaux de restauration, il a été racheté par la communauté de montagne Mont-Rose qui y siège aujourd'hui.